# جو هارنيل
جو هارنيل (Joe Harnell) أو جوزيف هارنيل (2 أغسطس 1924 في برونكس، نيويورك - 14 يوليو 2005 في كاليفورنيا) كان ملحن موسيقى أفلام أمريكي.
أصبح جو هارنيل معروفا بشكل خاص من خلال تأليفه لموسيقى سلسلة العملاق العجيب الذي تم إنتاجه بين عامي 1978 إلى غاية عام 1982.

## الجوائز والترشيحات
- جوائز الإيمي (مرشح) العملاق العجيب (سلسلة تلفزيونية) عام 1982.
- جوائز الإيمي (مرشح) عام 1983.

## وصلات خارجية
- جو هارنيل على موقع IMDb (الإنجليزية)
- جو هارنيل على موقع ميوزك برينز (الإنجليزية)
- جو هارنيل على موقع ديسكوغز (الإنجليزية)

- الموقع الرسمي